# NGC 6707
NGC 6707 est une galaxie spirale barrée située dans la constellation du Télescope. Sa vitesse par rapport au fond diffus cosmologique est de 2 670 ± 8 km/s, ce qui correspond à une distance de Hubble de 39,4 ± 2,8 Mpc (∼129 millions d'al). NGC 6707 a été découverte par l'astronome britannique John Herschel en 1834.
La classe de luminosité de NGC 6707 est III et elle présente une large raie HI.
À ce jour, une dizaine de mesures non basées sur le décalage vers le rouge (redshift) donnent une distance égale à 32,230 ± 2,701 Mpc (∼105 millions d'al), ce qui est à l'extérieur des valeurs de la distance de Hubble. Notons que c'est avec la valeur moyenne des mesures indépendantes, lorsqu'elles existent, que la base de données NASA/IPAC calcule le diamètre d'une galaxie et qu'en conséquence le diamètre de NGC 6707 pourrait être d'environ 40,8 kpc (∼133 000 al) si on utilisait la distance de Hubble pour le calculer.

## Groupe de d'IC 4797
Selon A. M. Garcia NGC 6707 fait partie du groupe d'IC 4797. Ce groupe de galaxies renferme au moins cinq membres. Les quatre autres galaxies sont NGC 6708, IC 4796, IC 4797 et ESO 183-30.